# ルイス・エンリケ
ルイス・エンリケことルイス・エンリケ・マルティネス・ガルシア（Luis Enrique Martínez García、1970年5月8日 - ）は、スペイン・ヒホン出身の元サッカー選手、現サッカー指導者。現役時代のポジションはMF。2023年よりリーグ・アン・パリ・サンジェルマンFCの監督を務めている。

## 経歴

### 現役時代

#### クラブ
1989年に地元のスポルティング・ヒホンでプロデビュー。1991年にレアル・マドリードに移籍すると、中盤のダイナモとして機能し、リーグ優勝に貢献した。1996年、起用法などを巡って首脳陣と対立し、ライバルチームのFCバルセロナに移籍した。
移籍当初はルイス・エンリケの加入に対して懐疑的なバルセロナのファンもいたが、1996-97シーズンは主に右サイドのポジションで17得点を挙げた。同シーズンは2位に終わったが、1997-98シーズンからはリーガ・エスパニョーラ2連覇の原動力として活躍し、バルセロナでの晩年はキャプテンも務めた。エル・クラシコで何度もゴールを決め、カタルーニャ語を学んだことでもファンの信頼度を高めた。プロ生活を通じてリーグ戦通算400試合に出場して102得点を挙げ、2004年8月10日、34歳の時に現役引退を発表した。同年にはペレが選ぶ『偉大なサッカー選手100人』（FIFA100）に選出された。

#### 代表
1991年、ルーマニア戦でスペインA代表デビューし、1992年にはバルセロナオリンピックでは主力選手として活躍して金メダルを獲得した。
W杯には、スペイン代表として3大会連続で出場した。
1994年、アメリカで開催された1994 FIFAワールドカップに出場し、準々決勝のイタリア戦ではマウロ・タソッティの肘打ちを顔面に受けて流血した。タソッティはイエローカードさえも受けなかったが、試合後に8試合の出場停止処分を受け、その後はイタリア代表として試合に出場することがなかった。1998 FIFAワールドカップ、2002 FIFAワールドカップにも出場したが、最高成績はベスト8に留まった。
UEFA欧州選手権2008準々決勝でスペインがイタリアと対戦した際、ルイス・エンリケは「リベンジの機会だ」と叫んだとされている。ACミランのアシスタントコーチをしていたタソッティはマルカ紙に「あの肘打ちは故意ではなかったのに現在でも話題にされるのにはうんざりしている」と語っている。

### 現役引退後
現役引退後はサーフィンの練習のためにオーストラリアに移住した。2005年にはニューヨークシティマラソンに出場し、2006年にはアムステルダムマラソン、2007年にはフィレンツェ・マラソン、2008年にはサハラマラソン（約230kmを走るウルトラマラソン）で完走を果たした。また、2007年にはフランクフルト・トライアスロンに参加して完走している。2008年7月にはクラーゲンフルト・トライアスロンに参加する予定だったが、FCバルセロナ・アトレティック監督就任に伴い中止した。

### 指導者時代

#### FCバルセロナ下部組織
2008年6月18日、FCバルセロナ・アトレティックの監督としてバルセロナに復帰し、「家に戻ってきた。ここで現役生活を終え、ここで指導者の道を歩み始める」と語った。就任当時のFCバルセロナBはセグンダ・ディビシオンB（3部）に属していたが、2シーズン目の2009-10シーズンにセグンダ・ディビシオン（2部）昇格を決めた。2010-11シーズンは、本来ならばプリメーラ・ディビシオン（1部）昇格プレーオフに参加できる3位にチームを躍進させた。

#### ASローマ
2011年6月10日、2年契約でASローマ監督に就任した。
就任当初はヨーロッパリーグ予選で敗退するなどいいところがなく、徐々に盛り返したものの、チャンピオンズリーグどころかヨーロッパリーグにも出られない7位という成績に終わった。2012年5月、ローマがルイス・エンリケのわずか1年での辞任を発表した。

#### セルタ
2013年6月8日、セルタ・デ・ビーゴの監督に就任。前年は降格圏ギリギリの17位と低迷していたチームを立て直し、8位にまでチームを押し上げた。

#### FCバルセロナ

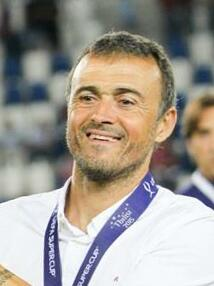
FCバルセロナ監督時代（2015年）

2014年8月、FCバルセロナの監督に就任。シーズン序盤からローテーションを積極的に採用し、開幕戦ではカンテラーノのムニル・エル・ハダディを先発でトップチームデビューさせた。9月21日のレバンテ戦では史上初の無失点での開幕4連勝を達成。10月4日の第7節ラーヨ・バジェカーノ戦にて開幕無失点記録を更新。2015年1月4日のレアル・ソシエダ戦ではチーム合流の遅れたメッシとネイマールをベンチスタートさせたが、チームは0-1で敗戦し大きな批判を浴びた。一時はメッシとの確執も噂されたものの、1月11日のアトレティコ・マドリード戦では昨シーズン、6度の対戦で1度も勝利を挙げていない相手に3-1で完勝し、以降は公式戦11連勝を記録するなどチームの立て直しに成功。シーズン終盤にはライバルクラブが軒並み負傷者の続出によって調子を落とす中、ローテーションの効果もあり万全のコンディションを維持。4月21日のチャンピオンズリーグ、PSG戦では就任50試合で42勝（勝率84%）とクラブ史上最高の成績を記録した。リーグでは最終節を残してリーガ・エスパニョーラ優勝を達成。コパ・デル・レイではアスレティック・ビルバオとの決勝を制してトーナメント9試合での全勝優勝を達成した。さらにチャンピオンズリーグでは決勝でユヴェントスを下して優勝を果たし、就任初年で3冠を達成した。シーズン勝率は60試合50勝4分6敗で83%を記録し、就任初年にて50勝を達成した史上初の監督となった。
2015年6月9日、バルセロナとの契約を2017年まで延長した。11月21日のレアル・マドリードとのエル・クラシコでは敵地で4-0の大勝を果たしている。2月にはバルセロナでの公式戦通算100試合を指揮し、80勝11分9敗（282得点72失点）という過去最高の成績を記録した。3月3日のラーヨ・バジェカーノ戦ではリーグ史上最多となる35戦無敗を達成し、最終的に39戦無敗記録を樹立した。その後はクラシコでの敗戦をきっかけに一時調子を落とすものの、リーガ・エスパニョーラ、コパ・デル・レイ連覇を達成した。
2016-17シーズンはスーペルコパ・デ・エスパーニャで優勝し3年目にして全タイトルを制覇した。8月28日のアスレティック・ビルバオ戦にて史上最速（126試合）で公式戦100勝を達成した監督となった。2017年3月1日、シーズン終了後の退任を表明。チャンピオンズリーグのPSG戦では2ndレグで4点差をひっくり返す歴史的な逆転勝利を挙げた。リーグ連覇は逃したものの国王杯では無傷の3連覇を達成し、3年で9タイトル、勝率は史上最高の76.2%を記録した。

#### スペイン代表
2018年7月に2年契約でスペイン代表の監督に就任。7試合で指揮を執っていたが、2019年3月26日に行われたEURO2020予選マルタ戦は「個人的な理由」でチームを離脱していた。6月に行われたEURO予選の2試合も不在で、代わりにロベルト・モレノ副監督が指揮。同月19日にスペインサッカー連盟（RFEF）を通じて辞任を発表した。
2019年8月29日、自身のツイッターにて、娘のシャナが9歳で骨肉腫によって5カ月間の闘病の末に逝去したと公表した。11月19日、スペイン代表監督に再任。
2022年12月5日、ワールドカップカタール大会・決勝トーナメント1回戦・モロッコ戦の前日会見で「W杯までにクラブで少なくとも1000回はPKの練習をしてきてくれ」「PKは宝くじじゃない。練習すればするほど、PKのやり方は向上する」等と発言しトーナメントで生じるPK論争について一石を投じた。しかし翌日の試合ではPK戦の末に敗退しベスト16にとどまることとなり、12月8日にスペインサッカー連盟（RFEF）は大会終了を待たずしてエンリケの退任を発表した。

#### パリ・サンジェルマン
2023年7月6日、リーグ・アンのパリ・サンジェルマンの監督に就任した。
2024-25シーズンは、チャンピオンズリーグのリーグフェーズで降格の危機に陥るも、デンベレのCFコンバートやクヴァラツヘリアの補強、ドゥエの起用等で1月23日のシティ戦を境に調子を上げ、プレーオフ圏内に入ることができた。プレーオフでは同国対決のブレスト戦で、合計スコア10-0と圧倒的な力の差を見せつけた。トーナメントでは初戦で優勝候補のリヴァプールとあたり、ホームで迎え撃つも相手GKのアリソンが何度も好セーブを見せたためシュートは全てゴールには入らず、1-0で敗色濃厚となった。しかしアウェイでは、デンベレの同点ゴールによりPK戦までもつれ込み、ドンナルンマが2回止めたこともあり、1-1(p.4-2)でリヴァプールを撃破した。その後の試合も順調に進み、インテルをCL決勝史上初の5点差で下し、クラブ史上初のビッグイヤーを掲げた。同シーズンで国内リーグ戦・カップ戦でも優勝を果たしたため、エンリケはジョゼップ・グアルディオラに次いで史上2番目に異なるクラブで3冠を成し遂げた監督となった。

## 選手としての特徴
中央と右サイドの攻撃的MFでトップ下、インサイドハーフ、右サイドMFを主戦場としており、ボールコントロールの高さとゴールに対する鋭い洞察力を持ち合わせていた。サッカーに対する能力と理解も高く、6番（守備的MF、アンカー）、両WG、センターFW、右サイドバック、時にはセンターバックとしても度々起用されていた。

## 個人成績
| クラブ                 | シーズン | 国内リーグ | 国内リーグ | 国内カップ | 国内カップ | 欧州カップ | 欧州カップ | その他 | その他 | 通算 | 通算 |
| クラブ                 | シーズン | 出場       | 得点       | 出場       | 得点       | 出場       | 得点       | 出場   | 得点   | 出場 | 得点 |
| ---------------------- | -------- | ---------- | ---------- | ---------- | ---------- | ---------- | ---------- | ------ | ------ | ---- | ---- |
| スポルティング・ヒホン | 1989–90  | 1          | 0          | -          | -          | -          | -          | -      | -      | 1    | 0    |
| スポルティング・ヒホン | 1990–91  | 35         | 14         | 9          | 3          | -          | -          | -      | -      | 44   | 17   |
| スポルティング・ヒホン | 通算     | 36         | 14         | 9          | 3          | 0          | 0          | 0      | 0      | 45   | 17   |
| レアル・マドリード     | 1991–92  | 29         | 4          | 6          | 1          | 6          | 0          | -      | -      | 41   | 5    |
| レアル・マドリード     | 1992–93  | 34         | 2          | 6          | 0          | 8          | 1          | -      | -      | 48   | 3    |
| レアル・マドリード     | 1993–94  | 28         | 2          | 4          | 1          | 6          | 0          | 2      | 0      | 40   | 3    |
| レアル・マドリード     | 1994–95  | 35         | 4          | 2          | 0          | 6          | 0          | -      | -      | 43   | 4    |
| レアル・マドリード     | 1995–96  | 31         | 3          | 0          | 0          | 8          | 0          | 2      | 0      | 41   | 3    |
| レアル・マドリード     | 通算     | 157        | 15         | 18         | 2          | 34         | 1          | 4      | 0      | 213  | 18   |
| FCバルセロナ           | 1996–97  | 35         | 17         | 7          | 1          | 7          | 0          | 2      | 0      | 51   | 18   |
| FCバルセロナ           | 1997–98  | 34         | 18         | 6          | 3          | 6          | 4          | 1      | 0      | 47   | 25   |
| FCバルセロナ           | 1998–99  | 26         | 11         | 3          | 0          | 3          | 1          | 2      | 0      | 34   | 12   |
| FCバルセロナ           | 1999–00  | 19         | 3          | 5          | 3          | 7          | 6          | 2      | 0      | 33   | 12   |
| FCバルセロナ           | 2000–01  | 28         | 9          | 4          | 1          | 9          | 6          | -      | -      | 41   | 16   |
| FCバルセロナ           | 2001–02  | 23         | 5          | 0          | 0          | 15         | 6          | -      | -      | 38   | 11   |
| FCバルセロナ           | 2002–03  | 18         | 8          | 0          | 0          | 8          | 2          | -      | -      | 26   | 10   |
| FCバルセロナ           | 2003–04  | 24         | 3          | 1          | 0          | 5          | 2          | -      | -      | 30   | 5    |
| FCバルセロナ           | 通算     | 207        | 73         | 26         | 8          | 60         | 27         | 7      | 0      | 300  | 109  |
| 通算                   | 通算     | 400        | 102        | 53         | 13         | 94         | 28         | 11     | 0      | 558  | 144  |

## 代表歴

### 出場大会
- 1992年 - バルセロナオリンピック（金メダル）
- 1994年 - 1994 FIFAワールドカップ
- 1998年 - 1998 FIFAワールドカップ
- 1998年 - UEFA EURO '96
- 2002年 - 2002 FIFAワールドカップ

### 試合数
- 国際Aマッチ 62試合 12得点（1991年-2002年）[28][29]

| スペイン代表 | 国際Aマッチ | 国際Aマッチ |
| 年           | 出場        | 得点        |
| ------------ | ----------- | ----------- |
| 1991         | 1           | 0           |
| 1992         | 0           | 0           |
| 1993         | 2           | 0           |
| 1994         | 9           | 3           |
| 1995         | 8           | 0           |
| 1996         | 9           | 2           |
| 1997         | 4           | 2           |
| 1998         | 8           | 1           |
| 1999         | 8           | 4           |
| 2000         | 3           | 0           |
| 2001         | 5           | 0           |
| 2002         | 5           | 0           |
| 通算         | 62          | 12          |

### 得点
| #   | 日時           | 場所           | 対戦相手     | スコア | 最終結果 | 大会                                    |
| --- | -------------- | -------------- | ------------ | ------ | -------- | --------------------------------------- |
| 1.  | 1994年7月2日   | ワシントンD.C. | スイス       | 0–2    | 0–3      | 1994 FIFAワールドカップ                 |
| 2.  | 1994年11月16日 | セビージャ     | デンマーク   | 3–0    | 3–0      | UEFA欧州選手権1996予選                  |
| 3.  | 1994年12月17日 | ブリュッセル   | ベルギー     | 1–4    | 1–4      | UEFA欧州選手権1996予選                  |
| 4.  | 1996年9月4日   | トフティル     | フェロー諸島 | 0–1    | 2–6      | 1998 FIFAワールドカップ・ヨーロッパ予選 |
| 5.  | 1996年11月13日 | テネリフェ     | スロバキア   | 3–1    | 4–1      | 1998 FIFAワールドカップ・ヨーロッパ予選 |
| 6.  | 1997年10月11日 | ヒホン         | フェロー諸島 | 1–0    | 3–1      | 1998 FIFAワールドカップ・ヨーロッパ予選 |
| 7.  | 1997年10月11日 | ヒホン         | フェロー諸島 | 3–1    | 3–1      | 1998 FIFAワールドカップ・ヨーロッパ予選 |
| 8.  | 1998年6月24日  | ランス         | ブルガリア   | 2–0    | 6–1      | 1998 FIFAワールドカップ                 |
| 9.  | 1999年6月5日   | ヴィラ＝レアル | サンマリノ   | 2–0    | 9–0      | UEFA欧州選手権2000予選                  |
| 10. | 1999年6月5日   | ヴィラ＝レアル | サンマリノ   | 6–0    | 9–0      | UEFA欧州選手権2000予選                  |
| 11. | 1999年6月5日   | ヴィラ＝レアル | サンマリノ   | 7–0    | 9–0      | UEFA欧州選手権2000予選                  |
| 12. | 1999年9月4日   | ウィーン       | オーストリア | 1–3    | 1–3      | UEFA欧州選手権2000予選                  |

### 監督成績
2022年12月8日現在
| バルセロナB | 2008年5月26日  | 2011年6月8日  | 124 | 59  | 40 | 25 | 047.58 |
| ローマ      | 2011年6月8日   | 2012年5月13日 | 42  | 17  | 9  | 16 | 040.48 |
| セルタ      | 2013年6月8日   | 2014年5月17日 | 40  | 15  | 7  | 18 | 037.50 |
| バルセロナ  | 2014年5月19日  | 2017年5月29日 | 181 | 138 | 22 | 21 | 076.24 |
| スペイン    | 2018年7月9日   | 2019年6月19日 | 8   | 6   | 0  | 2  | 075.00 |
| スペイン    | 2019年11月19日 | 2022年12月8日 | 39  | 20  | 14 | 5  | 051.28 |
| 合計        | 合計           | 合計          | 434 | 255 | 92 | 87 | 058.76 |

## タイトル

### 現役時代

#### クラブ
レアル・マドリード
- プリメーラ・ディビシオン：1回 (1994-95)
- コパ・デル・レイ：1回 (1992-93)
- スーペルコパ・デ・エスパーニャ：1回 (1993)

FCバルセロナ
- プリメーラ・ディビシオン：2回 (1997-98, 1998-99)
- コパ・デル・レイ：2回 (1996-97, 1997-98)
- スーペルコパ・デ・エスパーニャ：1回 (1996)
- UEFAカップウィナーズカップ：1回 (1996-97)
- UEFAスーパーカップ：1回 (1997)

#### 代表
- 夏季オリンピック：1回 (1992)

### 指導者時代

#### クラブ
FCバルセロナ
- プリメーラ・ディビシオン：2回 (2014-15, 2015-16)
- コパ・デル・レイ：3回 (2014-15, 2015-16,2016-17)
- スーペルコパ・デ・エスパーニャ：1回 (2016)
- UEFAチャンピオンズリーグ：1回 (2014-15)
- UEFAスーパーカップ：1回 (2015)
- FIFAクラブワールドカップ：1回 (2015)

パリ・サンジェルマンFC
- リーグ・アン：2回 (2023-24, 2024-25)
- クープ・ドゥ・フランス：2回 (2023-24, 2024-25)
- トロフェ・デ・シャンピオン：2回 (2023, 2024)
- UEFAチャンピオンズリーグ：1回 (2024-25)
- UEFAスーパーカップ：1回 (2025)